# Додье, Мишель Жан Поль
Мишель Жан Поль Додье (фр. Michel Jean Paul Daudiès; 1763—1839) — французский военный деятель, бригадный генерал (1815 год), шевалье (1810 год), участник революционных и наполеоновских войн.

## Биография
Начал военную службу 3 июня 1785 года солдатом во 2-м батальоне пехотного полка Вермандуа (будущий 61-й полк линейной пехоты). С началом Революционных войн сражался в рядах Итальянской армии. В начале 1793 года переведён в Армию Восточных Пиренеев и 8 февраля был назначен временным командующим Фор-ле-Бэна, который оборонял от испанцев с 30 апреля до 3 июня, когда вынужден был капитулировать после 54 суток блокады. Оставался в плену в течение 27 месяцев, а после возвращения на родину определён 13 сентября 1795 года в штаб Итальянской армии. 11 ноября 1795 года получил пулевое ранение в левую руку в стычке близ Лоано. 17 января 1796 года стал помощником полковника штаба Жийи. 6 августа 1796 года ранен осколком в левую ногу в сражении при Бассано. С4 июля 1797 года при полковнике штаба Буайе. 22 сентября 1797 года был произведён Бонапартом в капитаны и переведён в 1-й кавалерийский полк (будущий 1-й кирасирский). Отличился в сражении 14 июня 1800 года при Маренго.
В составе 2-й дивизии тяжёлой кавалерии участвовал в Австрийской кампании 1805 года, Прусской и Польской кампаниях 1806-07 годов. 4 октября 1806 года был произведён в командиры эскадрона. 19 марта 1808 года получил дотацию в 2000 франков с Вестфалии.
7 апреля 1809 года получил звание майора, и стал заместителем командира 12-го кирасирского полка. Принял участие в Австрийской кампании 1809 года.
29 марта 1813 года повышен до полковника, и стал командиром 12-го кирасирского полка, участвовал в Саксонской и Французской кампаниях в составе 1-й дивизии тяжёлой кавалерии. При Дрездене 26 и 27 августа 1813 года под ним было убито две лошади, также две лошади он потерял в Битве народов. 1 января 1814 года отступил в Вормс, где ему было поручено отвечать за возвращение 2-й дивизии тяжёлой кавалерии в Мец, сформировав арьергард маршала Мармона. 
При первой Реставрации оставался с 28 сентября 1814 года без служебного назначения. Во время «Ста дней» присоединился к Императору и 12 мая 1815 года вышел в отставку с производством в бригадные генералы. После второй Реставрации королевским декретом от 1 августа 1815 года производство было аннулировано и только 19 ноября 1816 года Додье удостоился чина почётного полевого маршала.
Умер в Перпиньяне 28 февраля 1839 года в возрасте 75 лет.

## Воинские звания
- Капрал (25 апреля 1786 года);
- Фурьер (11 марта 1787 года);
- Старший сержант (1 января 1791 года);
- Младший лейтенант (12 февраля 1792 года);
- Лейтенант (15 октября 1792 года);
- Капитан (22 сентября 1797 года);
- Командир эскадрона (4 октября 1806 года);
- Майор (7 апреля 1809 года);
- Полковник (29 марта 1813 года);
- Бригадный генерал (12 мая 1815).

## Титулы
- Шевалье Додье и Империи (фр. chevalier Daudiès et de l'Empire; патент подтверждён 9 января 1810 года)[1].

## Награды
Легионер ордена Почётного легиона (14 июня 1804 года)
 Офицер ордена Почётного легиона (14 мая 1813 года)
 Кавалер военного ордена Святого Людовика (29 июля 1814 года)